# Naissance en 1294
Naissance
- 1290
- 1291
- 1292
- 1293
- 1294
- 1295
- 1296
- 1297
- 1298

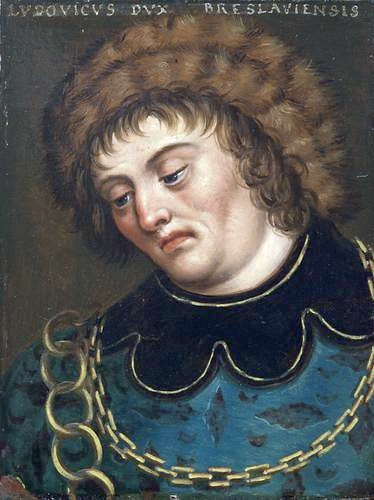
Henri VI le Bon, né en 1294.

Cette page dresse une liste de personnalités nées au cours de l'année 1294 :
- 18 mars : Henri VI le Bon, connu aussi sous le nom d'Henri VI de Wroclawduc, duc de Wrocław.
- 18 juin : Charles IV le Bel, roi de France.
- 30 juillet : Chungsuk, vingt-septième roi de la Corée de la dynastie Goryeo.

- Obizzo III d'Este, condottiere italien appartenant à la Maison D'Este, marquis de Ferrare.
- Marie d'Ibelin, reine de Chypre.
- Hugues IV de Chypre, roi de Chypre.
- Hugues V de Bourgogne, duc de Bourgogne, roi titulaire de Thessalonique.
- Hugues III de Castelnau-Calmont, seigneur et un militaire français.
- Jean de Durazzo, duc de Durazzo et prince d'Achaïe.
- Miles de Marseille, médecin et philosophie juif.
- Samuel de Marseille, médecin et traducteur juif provençal.
- Jean de Montfort.
- Jeanne de Valois, princesse de sang royal, comtesse de Hainaut, de Hollande et de Zélande.
- Ogasawara Sadamune, noble japonais et une personnalité déterminante dans la formation du Ogasawara-ryū.
- Sithean Reachea, souverain de l'Empire khmer.
- Zhu Derun, peintre chinois.

date incertaine (vers 1294)
- Kusunoki Masashige, samouraï, chef militaire de l'époque Nanboku-chō.

## Crédit d'auteurs
- Cet article est partiellement ou en totalité issu de l'article intitulé « 1294 » (voir la liste des auteurs).